# Baranowskiella ehnstromi
Baranowskiella ehnstromi — вид жуків родини перокрилок (Ptiliidae). Найменший жук у фауні Європи.

## Назва
Рід Baranowskiella названо на честь шведського ентомолога Рікарда Барановскі, а вид B. ehnstromi на честь Бенгта Енстрема.

## Поширення
Виявлений у Швеції , Фінляндії, Австрії, Норвегії та Чехії.

## Опис
Жук завдовжки 0,49-0,56 мм, завтовшки 0,1 мм. Вусики складаються з 10 члеників, 9-й і 10-й сегменти формують булаву. Тіло коричневого забарвлення з темнішою головою.

## Спосіб життя
Жук живе у порах трутовикових грибів Phellinus conchatus та Phellinus punctatus (з родини Hymenochaetaceae). Живиться спорами грибів.